# Hypodessus crucifer
Hypodessus crucifer är en skalbaggsart som beskrevs av Guignot 1939. Hypodessus crucifer ingår i släktet Hypodessus och familjen dykare. Inga underarter finns listade i Catalogue of Life.